# 307
307 (CCCVII) var ett normalår som började en onsdag i den julianska kalendern.

## Händelser

### Mars
- 31 mars – Efter att ha skilt sig från sin hustru Minervina gifter sig kejsar Konstantin med Fausta, dotter till före detta kejsaren Maximianus.

### September
- 16 september – Severus II, besegras av Maxientus, efter att ha blivit uppmanad av Galerius att besegra denne och Maximianus. Övergiven av sina trupper begår han självmord.

### Okänt datum
- Galerius gör ett icke framgångsrikt försök att invadera Italien och utnämner Licinius till augustus.
- Jin Huaidi blir kejsare av Kina.

## Avlidna
- 16 september – Flavius Valerius Severus, avsatt romersk kejsare (självmord)
- Jin Huidi, kejsare av Kina